# قزخاتشلو
قزخاتشلو (بالفارسية: قزخاچلو) هي قرية تقع في قسم ببه‌جيك (مقاطعة تشالدران) في إيران. يقدر عدد سكانها بـ 60 نسمة بحسب إحصاء 2016.